# Championnat de Birmanie de football 2011
Navigation
Saison précédente Saison suivante
Le Championnat de Birmanie de football 2011 est la quatrième édition de la Myanmar National League. Les douze meilleurs clubs du pays sont regroupés au sein d'une poule unique où ils s'affrontent deux fois, à domicile et à l'extérieur. 
C'est le club de Yangon United qui est sacré cette saison après avoir terminé en tête du classement final, avec deux points d’avance sur Ayeyawady United et neuf sur Zayar Shwe Myay FC. C'est le tout premier titre de champion de Birmanie de l'histoire du club, qui réalise le doublé en s'imposant en finale de la Coupe de Birmanie face à Nay Pyi Taw FC.

## Qualifications continentales
Le champion de Birmanie ainsi que son dauphin se qualifient pour la Coupe de l'AFC 2012.

## Les clubs participants
| - Yadanarbon FC - Yangon United - Magwe FC - Kanbawza FC - Zwekapin United - Nay Pyi Taw FC | - Zayar Shwe Myay FC - Okktha United FC - Ayeyawady FC - Southern Myanmar United - Manaw Myay FC - Rakhapura United FC - Nouveau club en MNL |

## Compétition
Le barème utilisé pour établir le classement est le suivant :
- Victoire : 3 points
- Match nul : 1 point
- Défaite : 0 point

### Classement
| Rang | Équipe                  | Pts | J  | G  | N  | P  | Bp | Bc | Diff |
| ---- | ----------------------- | --- | -- | -- | -- | -- | -- | -- | ---- |
| 1    | Yangon UnitedC          | 54  | 22 | 17 | 3  | 2  | 50 | 15 | +35  |
| 2    | Ayeyawady United        | 52  | 22 | 15 | 7  | 0  | 41 | 11 | +30  |
| 3    | Zayar Shwe Myay FC      | 45  | 22 | 14 | 3  | 5  | 46 | 25 | +21  |
| 4    | Kanbawza FC             | 33  | 22 | 9  | 6  | 7  | 27 | 21 | +6   |
| 5    | Okktha United FC        | 33  | 22 | 9  | 6  | 7  | 27 | 26 | +1   |
| 6    | Nay Pyi Taw FC          | 30  | 22 | 8  | 6  | 8  | 33 | 28 | +5   |
| 7    | Magwe FC                | 30  | 22 | 8  | 6  | 8  | 32 | 32 | 0    |
| 8    | Southern Myanmar United | 25  | 22 | 5  | 10 | 7  | 23 | 25 | -2   |
| 9    | Yadanarbon FCT          | 23  | 22 | 6  | 5  | 11 | 28 | 31 | -3   |
| 10   | Manaw Myay FC           | 18  | 22 | 4  | 6  | 12 | 18 | 33 | -15  |
| 11   | Rakhapura UnitedP       | 18  | 22 | 4  | 6  | 12 | 24 | 42 | -18  |
| 12   | Zwekapin United         | 3   | 22 | 1  | 0  | 21 | 11 | 71 | -60  |

|  | Qualification pour la Coupe de l'AFC 2012                                         |
|  | T : Tenant du titre C : Vainqueur de la Coupe de Birmanie P : Nouveau club en MNL |

## Bilan de la saison
| Championnat de Birmanie de football 2011 |                           |
| Champion                                 | Yangon United (1er titre) |
| Coupes et trophées                       |                           |
| Vainqueur de la Coupe de Birmanie 2011   | Yangon United             |
| Qualifications continentales             |                           |
| Coupe de l'AFC 2012                      | Yangon United             |
| Coupe de l'AFC 2012                      | Ayeyawady FC              |
| Promotions et relégations                |                           |
| Promus en Myanmar National League        | Chin United               |
| Promus en Myanmar National League        | Mawyawadi FC              |
| Relégués en MNL-2                        | Aucun                     |